# 고교얄개
"고교얄개"(高校얄개)는 1977년 개봉한 석래명 감독, 윤삼옥 각본, 조흔파 원작으로 제작된 대한민국의 영화이다. 1977년 1월 29일 개봉하여, 같은해 2월 11일 관객 10만명이 돌파하였기도 했다. 2009년 한국영상자료원에 의해 DVD로 출시되었다.

## 구성
- 선생님은 어제의 얄개!
- 너와 나는 오늘의 얄개!
- 동생들은 내일의 얄개!

## 출연진
- 이승현 - 나두수 역
- 진유영 - 용호 역
- 강주희 - 인숙 역
- 김정훈 - 호철 역
- 하명중 - 국어교사 백상도 역
- 정윤희 - 나두주 역
- 빅 모로 - 이사장 겸 교장 역

## DVD
2009년 한국영상자료원에서 HD 리마스터링 복원작품으로 출시되었으며, 상영시간은 97분, 관람등급은 12세 관람가이다.

## 같이 보기
- 여고 얄개